# えびせんべいの里

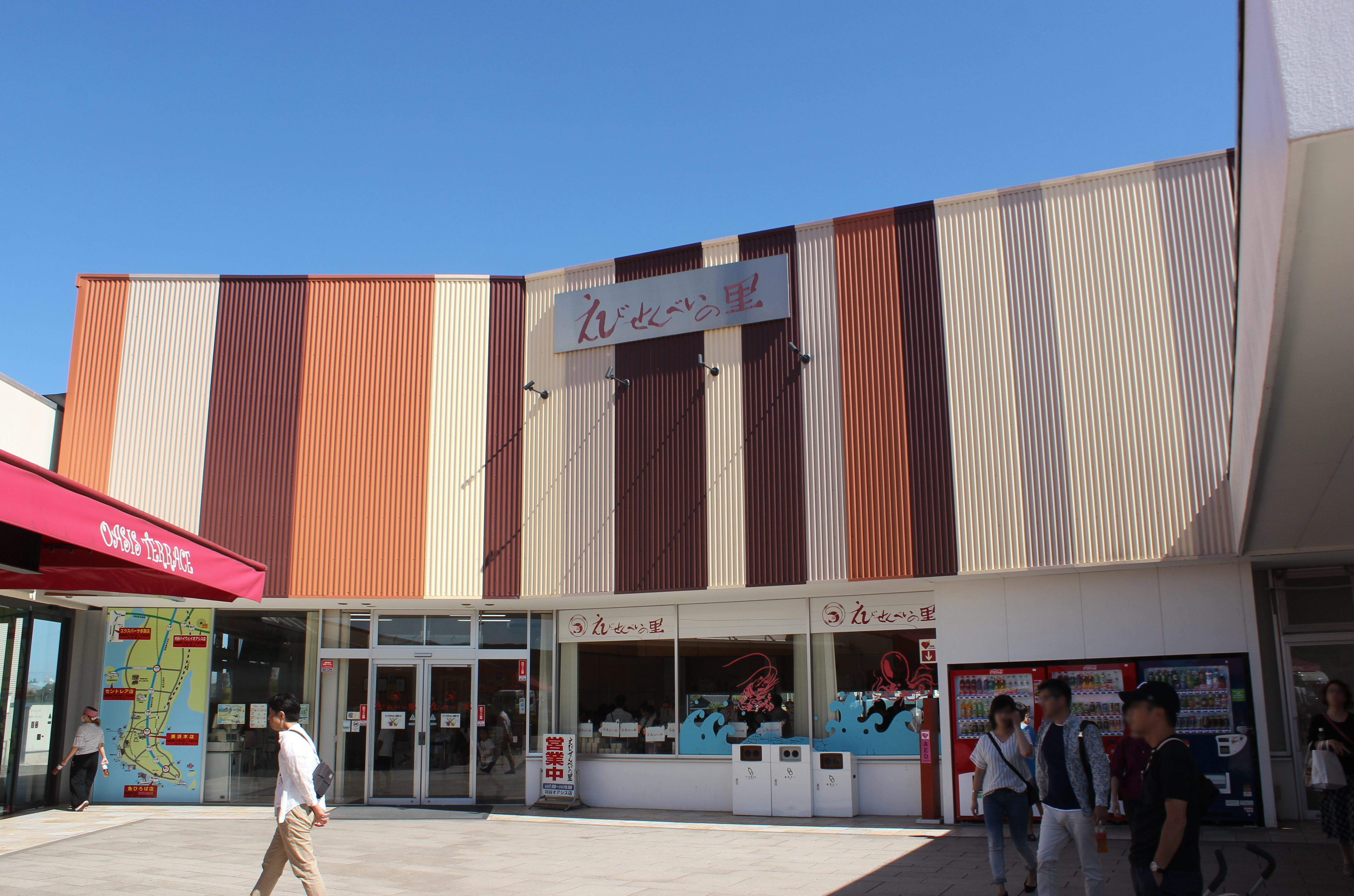
えびせんべいの里刈谷オアシス店

えびせんべいの里（えびせんべいのさと）は、愛知県知多郡美浜町に本社を置く海老煎餅メーカーおよび同社が運営する海老煎餅の販売施設である。愛知ブランド企業に認定されている。

## 概要
1948年（昭和23年）2月に白藤藤次郎が創業した白藤商店を前身とする。当初はせんべい業者から製品を仕入れ販売していたが、1948年（昭和23年）5月に知多郡豊浜町（現・南知多町豊浜）に工場を設け自社製品の製造を始めた。その後売上が拡大し工場が手狭となると、1972年（昭和47年）10月に美浜町河和にある知多厚生病院のほど近くに移転したが、騒音対策の必要に迫られ1988年（昭和63年）8月に現在地に再移転している。この工場移転を機に小売店舗を併設し見学工場を設けたほか、翌1989年（平成元年）1月に株式会社えびせんべいの里を設立している。
2025年2月現在の店舗数は7店舗で、美浜本店のほか、中部国際空港や刈谷ハイウェイオアシス、あつたnagAyaなど愛知県の集客施設を中心に店舗展開している。また、美浜本店および御殿場店では、せんべい焼き体験も実施している。
なお、兵庫県淡路市にある「たこせんべいの里」は、子会社の株式会社多幸が運営する施設で、えびせんべいの里と同様に工場見学ができる製造直売施設となっている。

## グループ企業
- 株式会社白藤製菓
- 株式会社多幸
- 株式会社山笑う里